# Prek Chrey
Prek Chrey hoặc Preak Chreay (tiếng Khmer: ព្រែកជ្រៃ) là một xã (ឃុំ - khum) thuộc huyện Koh Thum, tỉnh Kandal, Campuchia.

## Địa lý
Xã Prek Chrey giáp với huyện An Phú, tỉnh An Giang, Việt Nam ở phía Nam. Từ trước thời Pháp thuộc, xã Prek Chrey đã có nhiều người Việt sinh sống ở khu vực giáp biên giới với Việt Nam.

## Hành chính
Danh sách các làng (ភូមិ - phum)
| Mã làng  | Tên làng | Phiên âm Latin | Ghi chú |
| -------- | -------- | -------------- | --- |
| 08040901 | ជ្រោយស្នោ    | Chrouy Snao    | |
| 08040902 | ព្រែកជ្រៃ    | Preaek Chrey   | |
| 08040903 | ប៉ាកណាម     | Pak Nam        | Nguyên nghĩa tiếng Khmer có nghĩa là "cửa sông lớn và cạn". Người Việt hay gọi địa danh nay là Bắc Nam, dẫn đến một số địa danh khác như cù lao Bắc Nam, chùa Bắc Nam, xứ Bắc Nam. |
| 08040904 | ខ្នារតាំងយូ   | Khnar Tangyu   | Ngữ nguyên: Khnar (ខ្នារ): bàu nước, Tangyu (តាំងយូ): cây dù. Người Việt thường gọi làng này là ấp Mương Vú.                                                                            |